# Букурещки договор (1812)
Вижте пояснителната страница за други значения на Букурещки договор.
Букурещкият договор между Османската империя и Русия е подписан в Хана на Манук бей на 28 май 1812 година, за да отбележи края на Руско-турската война от 1806 – 1812 г..
Съгласно неговите членове Бесарабия (източната част на Молдова) – повечето от която днес е част от Молдова, е отстъпена на Русия, река Прут става новата западна граница на Русия. Русия също получава търговски права по Дунав. Условията са неизгодни за Османската империя, особено с оглед на започналата след това Отечествена война. За прибързаното му сключване допринася Великия драгоман Димитър Мурузи, поради което е обвинен в предателство и екзекутиран шест месеца по-късно.
Клауза на договора дава възможност на османските поданици свободно да се изселват от страната в продължение на 18 месеца след подписването му. През този период, както и по време на войната, над 10 хиляди българи се преселват в Буджак, а много повече – във Влашко.
Договорът, подписан от османския представител Галиб ефенди и руския генерал Михаил Кутузов, е ратифициран от Александър I само ден преди Наполеон да нахлуе в Русия.